# Mariapolder (Wissenkerke)
De Mariapolder was een polder en een waterschap in de gemeente Wissenkerke op Noord-Beveland, in de Nederlandse provincie Zeeland.
In 1719 kreeg de Ambachtsheer van Geersdijk en Wissenkerke het octrooi voor de bedijking van enkele schorren. In 1719 was de bedijking een feit. Tot 1775 was de polder zeewerend, maar door de oprichting van de Sophiapolder werd het een binnenpolder. Na het verloren gaan van de Sophiapolder in 1894 was het weer een zeewerende polder. Na het calamiteus verklaren van de Anna-Frisopolder kwamen de zeedijken onder het beheer van het waterschap de Waterkering van de calamiteuze Anna Frisopolder.
Sedert de oprichting van het afwateringswaterschap Willempolder c.a. in Noord-Beveland in 1870 was de polder hierbij aangesloten.
Op 1 februari 1953 overstroomde de polder.